# Quercus frainetto
Il farnetto (Quercus frainetto Ten.) è una specie di albero della famiglia delle Fagacee.

## Descrizione
Ha portamento maestoso che può raggiungere i 35/40 m di altezza dopo una lentissima crescita.
I giovani rami sono pelosi e la corteccia del tronco è grigio-bruno mentre negli esemplari adulti la corteccia è suddivisa in piccole squame rugose. 

Le foglie sono piuttosto lunghe (15/20 cm) e di un bel verde intenso.
 
Le ghiande sono dolciastre, molto ricercate da ghiandaie e picchi.

## Distribuzione e habitat
Il farnetto ha un areale europeo-sud orientale, che si estende all'Anatolia settentrionale; in Europa si trova in Bosnia, Ungheria, Albania, Macedonia, Romania, Bulgaria e Grecia.
In Italia è presente dalla Toscana in giù ed è frequente soprattutto nell'Italia meridionale, ad altitudini variabili dal livello del mare fino a 800–1000 m.
In Umbria, il piccolo paese di Farnetta ha preso il nome fin dall'alto medioevo dai grandi boschi di farnetto nelle sue campagne. 

## Cure
L'albero non ha particolari esigenze di terreno ma soffre i climi freddi con frequenti gelate e quindi è adatto alle zone dell'Italia centro-meridionale.